# Horst-Oskar Swientek
Horst-Oskar Swientek (* 4. Juli 1908 in Rosenberg, Kreis Rosenberg O.S., Provinz Schlesien; † 28. März 1967 in Dortmund) war ein deutscher Historiker und Archivar.

## Leben und Wirken
Nach dem Besuch des Katholischen Gymnasiums in Glatz (bis 1927) studierte Horst-Oskar Swientek Geschichte, Germanistik und Slawistik an den Universitäten Freiburg/Br., Königsberg und Breslau. An der Universität Breslau promovierte er im Jahre 1931. Von 1931 bis 1933 besuchte er die Preußische Archivschule in Berlin und war von 1934 bis 1939 als Archivar am Staatsarchiv Breslau tätig. Bis 1945 folgte eine Tätigkeit als Referent für Archivwesen des Reichsprotektors Böhmen-Mähren, verbunden mit der Leitung des Archivs des Innenministeriums in Prag. Nach dem Zweiten Weltkrieg war Swientek zunächst von 1947 bis 1950 an der Archivberatungsstelle für Westfalen in Münster tätig. Von 1950 bis 1967 war er schließlich als Stadtarchivdirektor Leiter des Stadtarchivs Dortmund.
Swientek veröffentlichte vor allem zahlreiche Arbeiten zur Geschichte der Stadt und Region Dortmund.

## Schriften
- Das Kanzlei- und Urkundenwesens Herzog Heinrichs III. von Schlesien (1248–1266). Vorarbeiten zum Schlesischen Urkundenbuch. In: Zeitschrift des Vereins für Geschichte Schlesiens, Bd. 69 (1935), S. 40–69 (Dissertation Universität Breslau).
- (Mithrsg.): Die älteren Personenstandsregister Schlesiens (= Verein für Geschichte Schlesiens / Einzelschriften, N.F., Bd. 1). Verlag für Sippenforschung und Wappenkunde, Görlitz 1938.
- Das Archivwesen in Böhmen und Mähren nach der staatlichen Neuordnung 1938/39. In: Deutsches Archiv für Landes- und Volksforschung, Bd. 5 (1941), S. 358–367.
- Die Archive des Protektorats Böhmen und Mähren und die sudetendeutsche Heimatforschung. In: Zeitschrift für Geschichte der Sudetenländer, Bd. 6 (1943), S. 1–15.
- Dortmund und Waldenburg/Schlesien. Eine städtische Partnerschaft – zugleich ein Stück Industrie- und Sozialgeschichte. In: Beiträge zur Geschichte Dortmunds und der Grafschaft Mark, Bd. 51 (1954), S. 119–126.
- Die Karten der Feldfluren von Dortmund des Landmessers J. G. Preller um 1775. In: Beiträge zur Geschichte Dortmunds und der Grafschaft Mark, Bd. 54 (1958), S. 235–272.
- Almanach, Adreßkalender, Adreßbuch und Staatshandbuch als Spiegel Dortmunder Lebens vom 16. bis ins 19. Jahrhundert. In: Beiträge zur Geschichte Dortmunds und der Grafschaft Mark, Bd. 55 (1958), S. 1–43.
- Die Freie Reichsstadt Dortmund (= Dortmunder Vorträge, H. 19). Kulturamt Dortmund 1958.
- Quellen zur historischen Statistik des ehemaligen Landkreises Dortmund (1871 – 1883 – 1889). In: Beiträge zur Geschichte Dortmunds und der Grafschaft Mark, Bd. 57 (1960), S. 213–231.
- (mit Otto Witte): Nordrhein-Westfalen und der deutsche Osten (= Veröffentlichungen der Ostdeutschen Forschungsstelle im Lande Nordrhein-Westfalen, Reihe A, Bd. 3). Dietz, Dortmund 1961.
- (Mitautor): Dortmund. Ein Bilderbogen. Ruhfus, Dortmund 1962.
- Rittershofe, Bauernhof, Adelssitz, Stadtgut. In: Beiträge zur Geschichte Dortmunds und der Grafschaft Mark, Bd. 58 (1962), S. 427–445.
- Verfahren Dortmundere Betreffs in den Akten des Reichshofrates. In: Beiträge zur Geschichte Dortmunds und der Grafschaft Mark, Bd. 59 (1962), S. 203–214.
- Dortmunder Bergbau im Jahre 1803. In: Beiträge zur Geschichte Dortmunds und der Grafschaft Mark, Bd. 60 (1963), S. 91–113.
- Bäcker und Brot in Dortmunds Geschichte. In: Beiträge zur Geschichte Dortmunds und der Grafschaft Mark, Bd. 61 (1964), S. 55–78.
- (mit Willy Timm): Gesamtinventar des Stadtarchivs Dortmund. Dortmund 1964.
- Alfred Colsman (1873–1955). Ein Leben für die deutsche Luftfahrt. In: Tradition. Zeitschrift für Firmengeschichte und Unternehmerbiographie, Bd. 10 (1965), S. 112–126.
- Die Ruhfus in Dortmund. Der Firma Fr. Wilhelm Ruhfus zum 100jährigen Bestehen. In: Beiträge zur Geschichte Dortmunds und der Grafschaft Mark, Bd. 62 (1965), S. 101–127.
- (mit Heinrich Bartsch): Inventar der Waldenburger Sammlungen im Stadtarchiv Dortmund. Dortmund 1968.
- Inventar des Graf v. Spee'schen Archivs Ahausen. Aschendorff, Münster 1968.